# Mont Margériaz
Le mont Margériaz est situé au centre du massif des Bauges entre le Val d'Aillon à l'est et le col de Plainpalais à l'ouest.
Le mont Margériaz est situé sur les communes d'Aillon-le-Jeune à l'est et des Déserts à l'ouest.

## Toponymie
Le mont Margeriaz, dont on retrouve la forme dès le XIVe siècle, est un nom dérivant du latin malgeria, mulgaria (« vases à traire ») et qui a donné dans cette région margeria désignant une « grande montagne pastorale »,.

## Géographie
La falaise du versant ouest s'étend sur 12 km du nord (vallée du Chéran) au sud (col du Pré de la Roche).
À l'est, c'est une pente continue depuis le val d'Aillon (800 – 950 m) jusqu'au sommet. La montagne est couverte de forêts jusqu'à une altitude de 1 550 m ; au-delà, ce sont des alpages communaux exploités en pâturages entre juin et septembre.
La montagne est un ensemble calcaire karstique remarquable.

## Les tannes et les eaux souterraines

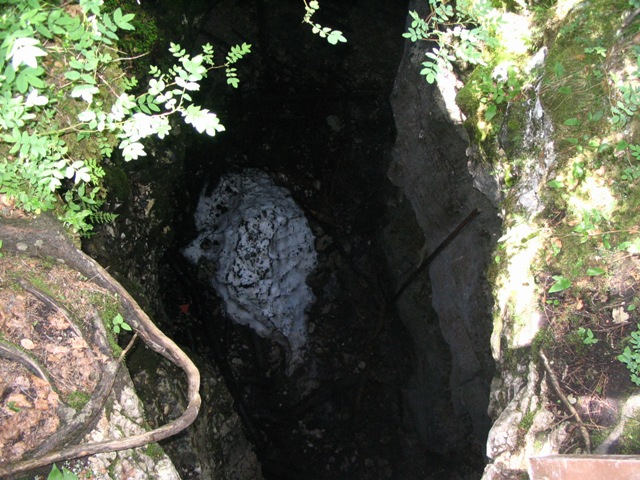
Une tanne peut conserver de la neige jusqu'à l'hiver suivant

La forêt est parsemée de tannes, gouffres dont les plus profonds peuvent atteindre 90 mètres de profondeur. Ces tannes étant souvent dissimulées par la végétation, les promenades hors des sentiers balisés sont dangereuses.
Ces tannes sont les puits d'entrée de réseaux parfois importants ; c'est le cas de la tanne aux Cochons - tanne Froide, dont la profondeur est de 825 mètres pour 17 694 m de développement et de la tanne de Chavanu (680 m de dénivelé pour 10 413 m de longueur). Certaines tannes fonctionnent comme des glacières naturelles.
Les eaux pluviales et de fonte des neiges s'infiltrant par ces tannes, il n'y a donc quasiment pas de source ni de ruisseau descendant du mont Margériaz. La station des Aillons-Margériaz est alimentée en eau à partir de la vallée par camion-citerne (la station est inhabitée l'été). La seule source existante est utilisée par la bergerie de l'alpage. La source du Pissieu, active toute l'année, est une importante exsurgence des réseaux souterrains drainant le massif du Margériaz ; ses eaux se jettent dans le Nant d'Aillon. Son réseau n'a pas encore été entièrement exploré (12 916 mètres connus). C'est une attraction touristique du parc des Bauges.

## Environnement

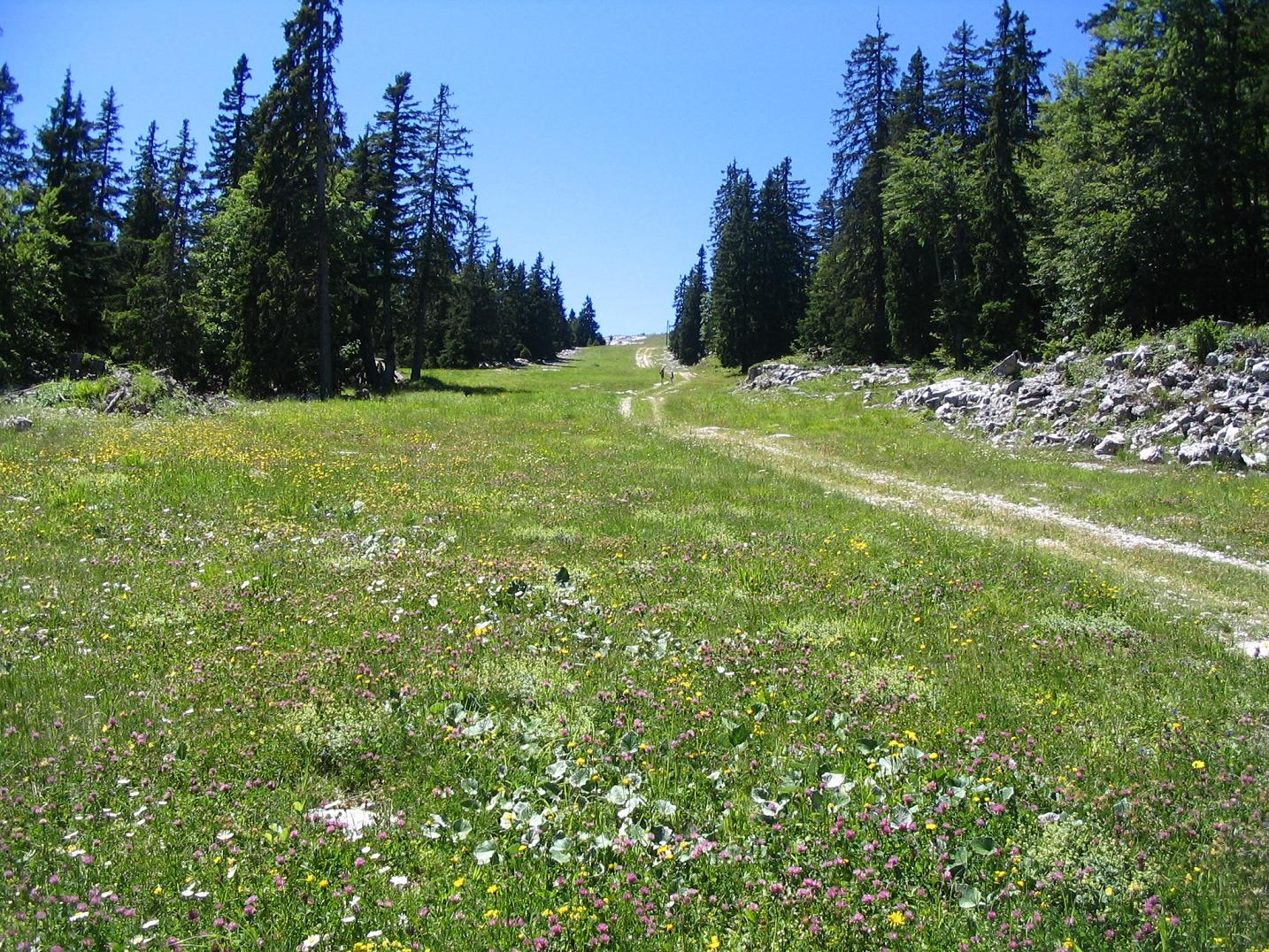
Margériaz piste de ski revégetalisée - Altitude 1450 m

Les alpages sont interdits aux véhicules tout-terrain.
Les pistes de ski de la station des Aillons-Margériaz sont bien revégétalisées, et de nombreuses orchidées continuent à y pousser.
Le Tétras lyre est encore présent dans cette zone en dépit de la perturbation induite par la pratique des sports d'hiver.
L'ensemble du mont Margériaz, sur une surface de 2 225 hectares  est classé ZNIEFF de type 1.

## Gastronomie
La bergerie des chalets du Margériaz, à 1 570 m et ouverte l'été, produit un fromage de chèvre de caractère.

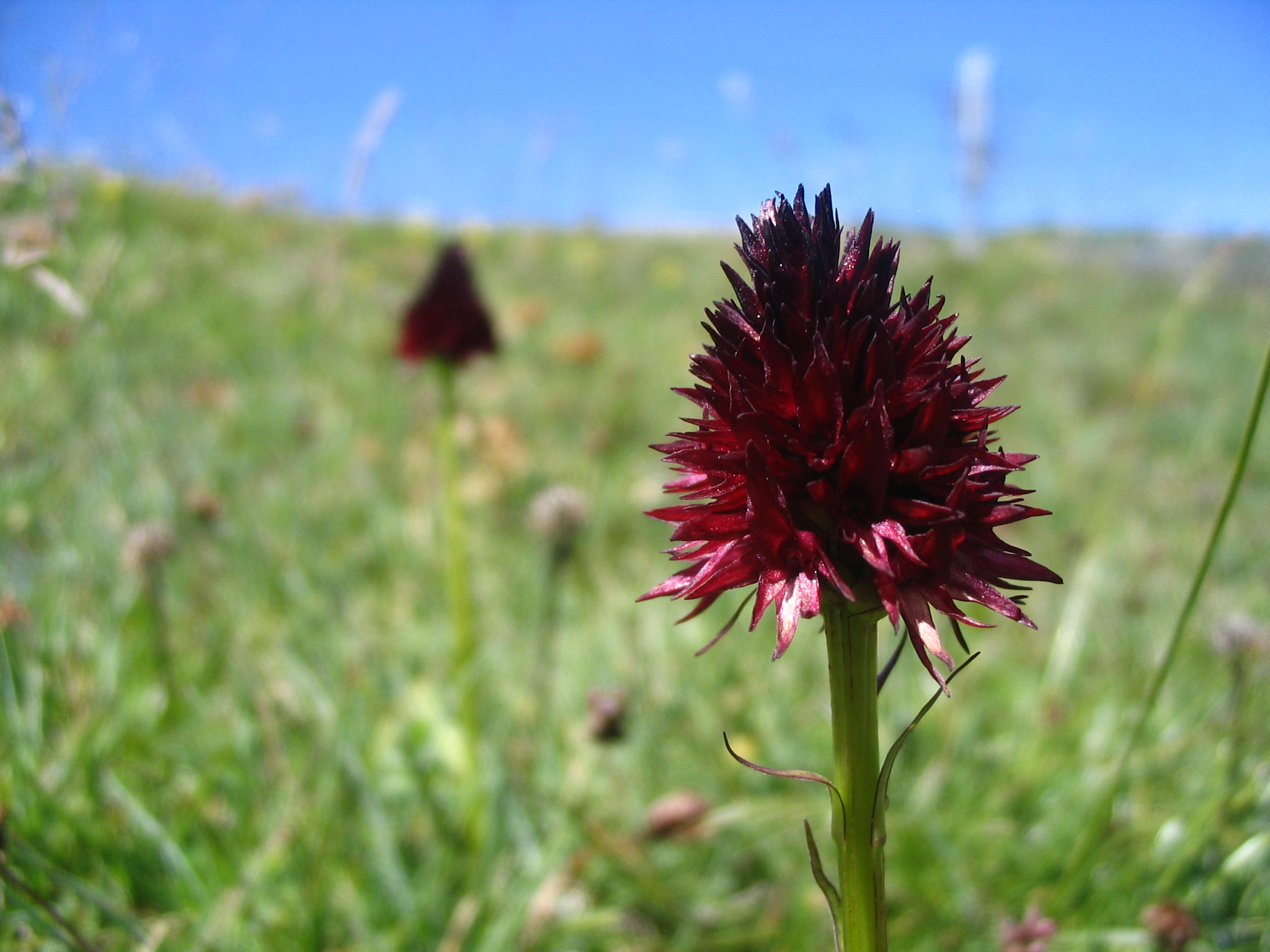
Nigritelle noire (Nigritella Nigra) dans les alpages - Altitude 1800 m

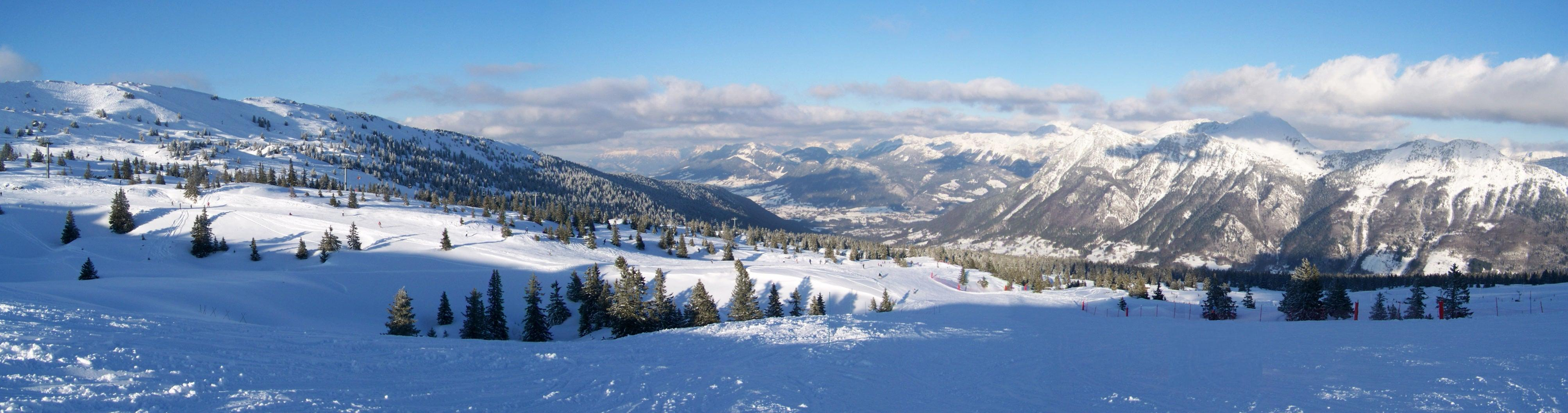
La montagne transformée en pistes de ski en hiver.